# Weinbau in Illinois
Weinbau in Illinois bezeichnet den Weinbau im amerikanischen Bundesstaat Illinois. Gemäß US-amerikanischem Gesetz ist jeder Bundesstaat und jedes County eine geschützte Herkunftsbezeichnung und braucht nicht durch das Bureau of Alcohol, Tobacco, Firearms and Explosives als solche anerkannt zu werden.
Im Jahr 2006 wurde mit der Shawnee Hills AVA im Süden des Bundesstaates die erste definierte Herkunftsbezeichnung in Form einer American Viticultural Area eingerichtet. Im Jahr 2008 waren in  Illinois 79 Weingüter registriert, die ca. 450 Hektar Rebfläche bewirtschafteten.

## Geschichte
Weinbau wird in Illinois seit mehr als 155 Jahren betrieben. Als Ausgangspunkt der Anpflanzungen gilt die Kleinstadt Nauvoo am linken Ufer des Mississippi. Die älteste, schriftlich belegte Anpflanzung mit der Rebsorte Concord in Illinois geht auf das Jahr  1851 zurück und lag im Nauvoo State Park; der Weinberg steht noch heute in Ertrag. Im Jahr 1880 gab es allein bei Nauvoo 40 Weingüter, die ca. 240 Hektar Rebfläche bewirtschafteten. 
Durch die Alkoholprohibition kam der Weinbau nahezu vollständig zum Erliegen. Als Guy Renzaglia in den Shawnee Hills im Süden des Bundesstaates im Jahr 1984 sein Weingut Alto Vineyards gründete, gab es im ganzen Bundesstaat inklusive seines eigenen Guts drei gewerbliche Weinbaubetriebe.
Seit den 1990er Jahren nimmt die Zahl der Weingüter ständig zu. Die Anzahl stieg von drei Gütern im Jahr 1985 auf zwölf im Jahr 1997 und schließlich auf 79 Betriebe im Jahr 2008.
Nach Erhebung aus dem Jahr 2004 waren damals 63 Weingüter registriert, die von 193 Weinbauern beliefert wurden. In diesem Jahr wurden ca. 1,7 Millionen Liter Wein erzeugt.
Teile der Illinois Route 127 im Süden von Carbondale dürfen sich Shawnee Hills Wine Trail nennen.

## Rebsorten
Im Jahr 2004 konnten die zwölf wichtigsten Rebsorten insgesamt 89 Prozent der Erntemenge des Bundesstaates auf sich vereinigen. Die wichtigsten Sorten waren dabei in abnehmender Reihenfolge die Sorten Chardonel, Chambourcin, Vignoles, Traminette, Concord, Maréchal Foch, Seyval Blanc, Norton, Vidal Blanc, Frontenac, Niagara und Cayuga White.
Es handelt sich dabei überwiegend um Hybridreben, die an das kühle Klima im zentralen Bereich Illinois sowie im Norden gut angepasst sind.  
Fruchtweine auf der Basis von Äpfeln (Apfelwein), Pfirsichen oder auch Beeren werden in Illinois offiziell als Wein anerkannt.